# Åkerfrölöpare
Åkerfrölöpare (Harpalus rufipes) är en skalbaggsart som beskrevs av Charles De Geer. Åkerfrölöpare ingår i släktet Harpalus och familjen jordlöpare. Arten är reproducerande i Sverige. Inga underarter finns listade i Catalogue of Life.